# Église Sainte-Marie de Saint-Agrève
L'église Sainte-Marie est érigée dans la commune de Saint-Agrève, département de l'Ardèche en région Auvergne-Rhône-Alpes. L'édifice est situé au cœur de « Le Pouzat » ancien chef-lieu de commune aujourd’hui hameau de celle de Saint-Agrève.
Elle est inscrite à l'Inventaire général du patrimoine culturel.

## Historique
Les documents cités dans la bibliographie de l'article permettent d'établir la chronologie suivante :
- 1463 : L'Armorial du Vivarais mentionne Vital Reboulet comme délégué de la paroisse Sainte-Marie du Pouzat pour le mandement de Chalancon. Le Pouzat et l’ensemble des paroisses vivaroises situées entre le Doux et l’Eyrieux dépendent alors du diocèse de Valence (Drôme).
- 1535 : Réalisation probable d’un accès permettant un passage direct avec le presbytère.
- 1540 : Construction de la chapelle latérale droite, dédiée alors à saint Jean-Baptiste.
- 1732 : La chapelle Saint-Jean-Baptiste devient chapelle funéraire avec l’ensevelissement de Jacques Peyrrenit
- 1753 : Ensevelissement de Jean-Antoine Combelles dans la chapelle Saint-Jean-Baptiste.
- 1789 : Révolution…
- 1793 : Fermeture de l’église au culte ?
- 1802 : Réouverture officielle au culte : l’église demeure paroissiale dans le cadre de la mise en place de l’organisation temporelle concordataire. Le Pouzat est alors rattachée au diocèse de Mende.
- 1821 : Travaux dans le chœur de l'église.
- 1822 : La paroisse est rattachée au diocèse de Viviers. La chapelle Saint-Jean-Baptiste devient la chapelle Saint-Joseph tandis que la chapelle Saint-Claude est dédiée à Sainte-Philomène.
- 1830 : Travaux dans la chapelle Sainte-Philomène. Au cours des travaux on bâtit peut-être la sacristie.
- 1849 - 1860 : Reconstruction du clocher.
- 1869 : Mise en place de l'unique cloche de l'église.
- 1904 : Ministère du curé Ponsonnet, l'église est agrandie vers l'ouest. La façade principale est en partie réalisée avec les dalles de pierres qui couvraient le sol de la nef et l'ancien portail est remonté. À l'intérieur, une tribune en bois est aménagée dans la partie agrandie. Tous ces travaux entraînent la destruction de la partie ouest du cimetière et son réaménagement à l'est ; l'espace libéré permet la création d'une placette devant l'entrée de l'église et l'installation de l'ancienne croix de cimetière.
- 1906 : Inventaire de l’église dans le cadre de la Loi de séparation des Églises et de l'État. L’opération a été réalisée à l’issue d’une manifestation de paroissiens et de la lecture d’une protestation par le curé Ponsonnet (2 mars).
- 1973 : Regroupement des communes du Pouzat et de Saint-Agrève, suivi des premiers travaux de restauration de l'église.
- Vers 1980 : La baie de la façade principale est agrandie et fermée par un vitrail.
- 1986 : Réfection du clocher que l'on surmonte d'une croix en fer forgé et installation d'un chauffage.
- 1994 : Les paroisses catholiques de Devesset, La-Chapelle-sous-Rochepaule, Le Pouzat, Rochepaule, Saint-Agrève, Saint-André-en-Vivarais, Saint-Jean-Roure, Saint-Jeure-d'Andaure et Saint-Romain-le-Désert forment l’« Ensemble Inter Paroissial de Saint-Agrève ».
- 1995 : La toiture autrefois en lauze est refaite, l'intérieur de l'édifice est entièrement sablé puis couvert d'un enduit sur les murs et les voûtes.
- 2003 : Création de la paroisse « Saint-Agrève en Vivarais », par fusion des paroisses catholiques de l’« Ensemble Inter Paroissial de Saint-Agrève » (1er janvier) [2].

## Description générale
L’édifice est en moellon de gneiss et de granite, son élévation principale est en pierre de taille. L’église a une nef unique de plan allongé. Elle a été modifiée par la création de deux chapelles latérales. La nef est voûtée en berceau, le chœur en berceau surbaissé, la chapelle latérale gauche et la sacristie possèdent des voûtes d'arêtes, la chapelle latérale droite est recouverte de voûtes d'ogives.

## Vocable
Sainte Marie est le patronne de cette église.

## Visite de l'édifice

### Le sanctuaire
Plusieurs éléments aux fonctions liturgiques précises : 
- le siège de présidence,
- la Croix du Christ,
- l’ambon,
- l’autel, ici une table en bois,
- le tabernacle, orné d’éléments en marbres gris et rouge veiné constituant autrefois le maître-autel,

permettent ici la célébration « face au peuple » selon la liturgie issue du Concile Vatican II.

### Vitraux
Les vitraux représentent des motifs géométriques. Les fidèles, les visiteurs peuvent reconnaitre notamment aussi un M et un A pour Maria soit Marie, patronne de l’édifice.

### Sculptures

#### Statues
Plusieurs statues décorent l'église : 
- Sainte Philomène,
- Saint Joseph,
- Saint François Régis,
- Sainte Jeanne d’Arc,
- Le Baptême du Christ.

Elles datent soit de la fin du XIXe siècle, soit de la première moitié du XXe siècle. Certaines ont été restaurées en 1954.
Deux autres statues sont recensées sur la base Palissy comme inscrites parmi les monuments historiques au titre d'objet depuis le 30 juillet 1987 : 
- Vierge à l’enfant[3],
- Christ en croix [4]

#### Chemin de croix
Le Chemin de Croix rappelle différents épisodes en quatorze stations du premier vendredi saint : la Passion du Christ. L’ensemble présent ici a été placé à la fin du XXe siècle.

#### Autres éléments
Le bénitier près de la porte principale date du XVIe siècle. Il a été disposé au début du XXe siècle à son emplacement actuel.
Trois éléments décorent l'église et rappellent son histoire ou celle des paroissiens : 
- piédroit de porte piétonne situé dans la nef où se trouve gravée la date de 1535,
- clé de voûte de la chapelle latérale droite sculptée faisant apparaitre la date de 1540,
- monument aux morts pour la France 1914 - 1918 avec 11 noms gravés accompagnés pour certains de leur photos et quelques faits biographiques.

### Cloches
Le clocher abrite une cloche créée par la fonderie lyonnaise Burdin en 1869. Trois noms y sont gravés :
- Gaillard, curé,
- Claude Defour, parrain,
- Catherine Victoire Serres marraine.

## Chronologie des curés

### ? – 1994
Un curé a la charge de la paroisse dont le territoire correspond approximativement à celui de la commune puis à partir de 1973 à une partie de la commune de Saint-Agrève.

### 1994 – 2003
Une équipe presbytérale dont les membres sont « curés in solidum » (responsables solidairement) a la charge de l’ensemble de l’Ensemble Inter Paroissial.

### Depuis 2003
Avec la création de la paroisse Saint-Agrève-en-Vivarais succédant à l’Ensemble Inter paroissial une Équipe d’Animation Pastorale (E.A.P.) composée de laïcs en mission et de prêtres nommés « curés in solidum » a la charge de la paroisse nouvelle.